# Corso Belgio
Corso Belgio, un'importante strada del capoluogo piemontese, ha una lunghezza di 2,1 km e parte dal Ponte di Sassi e si conclude all'incrocio con corso Luigi Carlo Farini.

## Storia
Corso Belgio, nelle vicinanze della confluenza tra il fiume Po e la Dora Riparia, fu lastricato soltanto in epoca fascista. Sui lati del corso ci sono molti piccoli negozi e case basse, tipiche del quartiere, ed in generale delle vecchie costruzioni della città sabauda, zona denominata Vanchiglietta. Su questo corso si trovava un grande impianto di produzione di ossigeno ed idrogeno, ora chiuso.
Al numero 86 della via era situata l'industria farmaceutica Schiapparelli, produttrice della "Borocillina", la cui area è stata poi destinata ad abitazioni e terziario, nonché ad uno spazio verde verso via Oropa.

## Trasporto pubblico
I mezzi pubblici che percorrono interamente Corso Belgio sono: il bus 68 e il tram 15 mentre i bus 19 e 77 ne percorrono solo un tratto.
 Le fermate presenti sono sei: partendo da ovest: Tortona, Chieti, Brianza, Pallanza e Cadore. Vi è inoltre la proposta di far passare una eventuale ed ipotetica tratta della metro 3 proprio nel corso.

## Aree verdi
Il corso si trova vicino all'area verde lungo il fiume Po e al vicino Parco Colletta. Il giardino "Terenzio Magliano" invece ha un lato che si affaccia proprio sulla strada.

## Arte
Grazie al progetto TOward2030. What are you doing? è stato installato un murales permanente all'altezza del civico 79 di Corso Belgio. L'opera rappresenta uno degli obiettivi delle Nazioni Unite ovvero il raggiungimento delle pari opportunità tra uomini e donne. L'opera è stata creata da Camilla Falsini.